# ماتسوزاکی، شیزوئوکا
ماتسوزاکی، شیزوئوکا (به لاتین: Matsuzaki, Shizuoka) یک منطقهٔ مسکونی در ژاپن است که در Kamo District واقع شده‌است. ماتسوزاکی ۸۵٫۲۳ کیلومتر مربع مساحت و ۶٬۹۵۱ نفر جمعیت دارد.